# Южна провинция (Замбия)
Южната провинция е една от провинциите на Замбия. Граничи с Намибия, Ботсвана и Зимбабве. Столицата ѝ е град Ливингстън. Площта на южната провинция е 68 410 км², а населението e 1 902 365 души (по изчисления за юли 2019 г.).
На границата между южната провинция на Замбия и Зимбабве е разположен прочутият водопад Виктория на река Замбези. В югоизточната част на замбийската провинция се намира езерото Кариба.
Големи градове, освен столицата Ливингстън, са Чома, Каломо, Мазабука, Сиавонга и др. Провинцията е разделена на 11 района.